# Stig Blomqvist
Stig Lennart Blomqvist, född 29 juli 1946 i Örebro, är en svensk rallyförare.

## Biografi

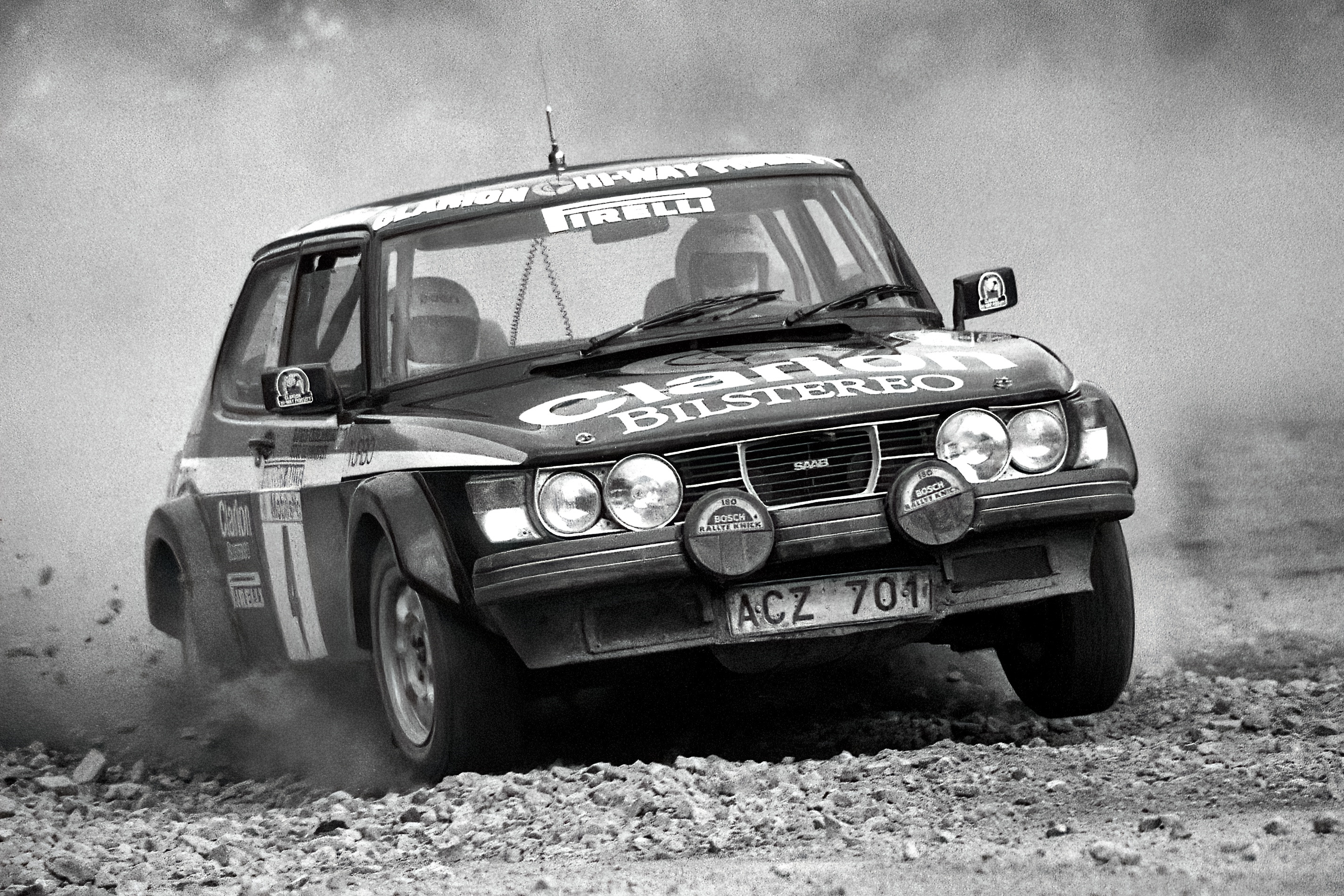
Stig Blomqvist och kartläsare Björn Cederberg i Saab 99 Turbo (Hunsrück-rallyt 1980 i Tyskland)

Blomqvist körde länge för Saab, och tillsammans med Per Eklund blev Saab ett mycket framgångsrikt rallyteam. Innan han fyllde 18 år var han aktiv som kartläsare åt sin far som körde rally. Han har varit aktiv som förare sedan han fick körkort och placerade sig på en andra plats i sitt första rally, en orienteringstävling i värmländska Storfors (där hans far var kartläsare).
Han har bland annat startat i Svenska rallyt 40 gånger och vunnit detta 7 gånger. 
Stig Blomqvist körde för Saab tills fabriken lade ner sin rallyverksamhet 1980, med undantag för en kortare tid i en Lancia Stratos i Svenska Rallyt 1978. År 1981 var ett mellanår för Blomqvist, med tävling både i Saab och Talbot. År 1982 kontrakterades Blomqvist av Audi och tog sin första seger i Svenska Rallyt samma år. Han blev rallyvärldsmästare 1984 i Audi Quattro tillsammans med sin kartläsare Björn Cederberg. 
Blomqvist gick vidare till Ford, Opel, VW, Peugeot, Nissan, Mitsubishi och Subaru, och med sin breda erfarenhet av framhjuls-, bakhjuls-, och fyrhjulsdrift blev Blomqvist en god tillgång för många olika biltillverkare när de utvecklade nya rallybilar. År 1996 tog han en tredjeplats i brittiska RAC-rallyt, då i en Skoda Felicia.
Han tävlade också i banracing med lastbilar tillsammans med Gerd Körber i Phoenix-MAN, och körde också en del formelracing.
Numera ägnar han sig mest åt att köra historisk rally, för det mesta i en Ford Escort Mk2 tillsammans med kartläsaren Ana Goñi från Venezuela.

## Privatliv
Blomqvist har nu flyttat tillbaka till Örebro, efter att han länge varit bosatt utanför Cambridge i England. Han har två barn. Äldste sonen Tom Blomqvist är racerförare.

## Meriter i urval
- Segrar i Svenska Rallyt 1971, 1972, 1973, 1977, 1979, 1982, 1984.
- Segrar i RAC-rallyt två gånger - 1971 och 1983.[2]
- SM-guld i rally 1971, 1973, 1974, 1975, 1976, 1978, 1980, 1982, 1994.
- SM-guld i rallycross 1983.
- SM-guld i backtävling 1982, 1983, 1987, 1988, 1989, 1993.
- VM-guld i rally 1984.[2]
- Segrar i Race of Champions 1989, 1990.
- Svensk mästare i standardvagnsracing 1990.